# Pilot i ja
Pilot i ja – opowiadanie dla dzieci autorstwa Adama Bahdaja wydane po raz pierwszy w 1967 roku w wydawnictwie "Nasza Księgarnia"

## Fabuła
Chłopiec o imieniu Waluś, którego zawsze fascynowały samoloty i latanie, narysował pewnego dnia samolot oraz pilota. Ku jego zaskoczeniu pilot ożył. Chłopiec zaprzyjaźnił się z wąsatym mężczyzną, odbywając wraz z nim pełną przygód podróż, narysowanym przez siebie samolotem. Bohaterowie dotarli do Olsztyna, gdzie zostali ugoszczeni przez ciocię Walusia. Odbyty przez małego pasażera lot wkrótce okazał się snem

## Odbiór
Książką była lekturą szkolną w okresie PRL-u. Była to jedna z rekomendowanych pozycji dla klasy I-ej od roku 1970-ego; pozycja dalej znajdowała się w na tej liście po reformie z lat 80-tych. Została z niej usunięta w 1997 r. 